# Iglesia católica siro-malankar

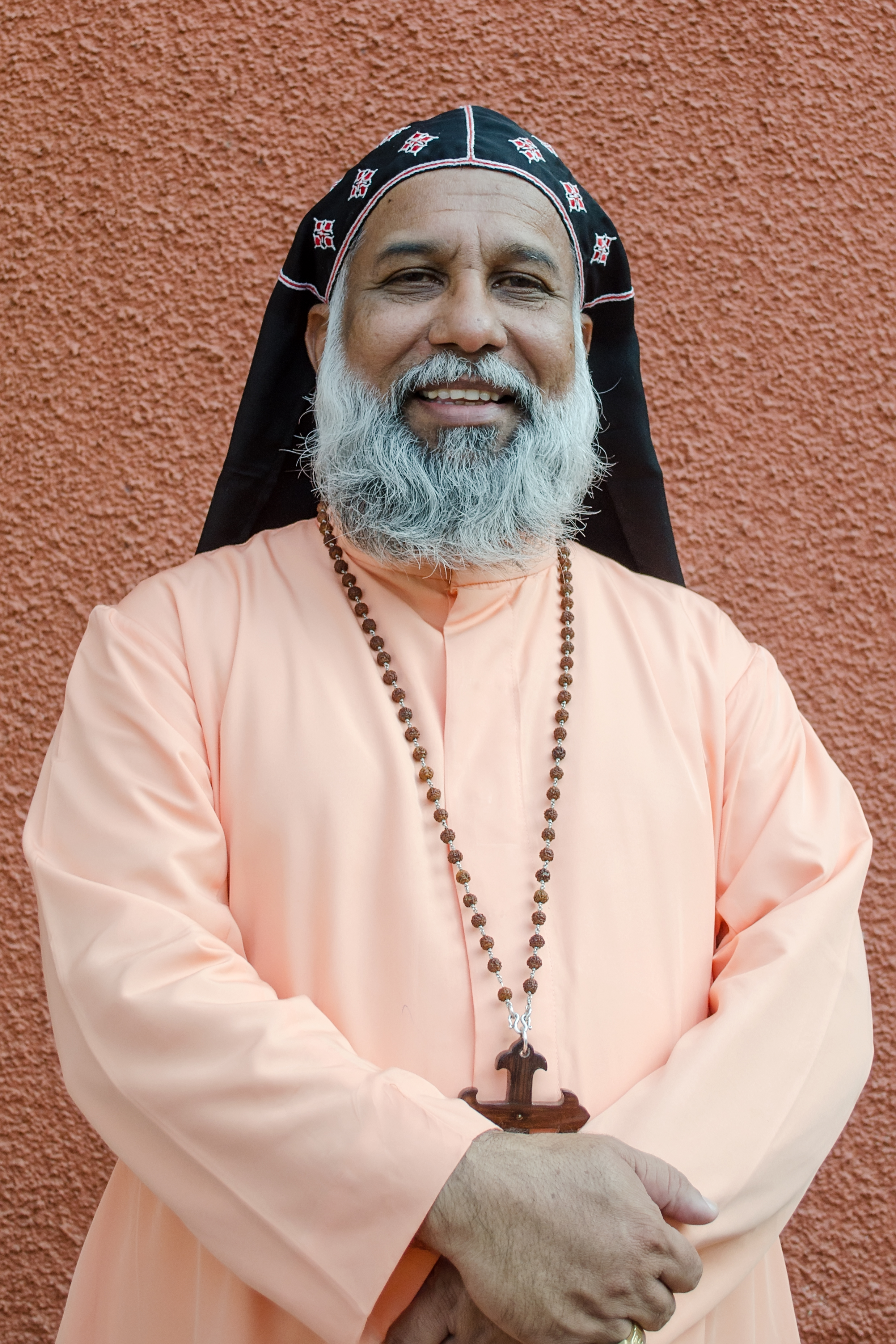
Archieparca mayor Baselios Cleemis.

La Iglesia católica siro-malankar (en latín: Ecclesia Syro-Malankara Catholica, en malayalam: സീറോ മലങ്കര കത്തോലിക്കാ സഭ y en el Anuario Pontificio: Chiesa Siro-Malankarese) es una de las 24 Iglesias sui iuris integrantes de la Iglesia católica. Es una Iglesia oriental católica que sigue la tradición litúrgica antioquena (o siria occidental) en la que utiliza como lenguajes litúrgicos el siríaco occidental y el malayalam y como lenguajes auxiliares el tamil, inglés e hindí. Está organizada como Iglesia arzobispal mayor de acuerdo a la forma prescripta por el título 5 del Código de los cánones de las Iglesias orientales, bajo supervisión de la Congregación para las Iglesias Orientales. Está presidida por el archieparca mayor de Trivandrum, cuya sede se encuentra en Trivandrum en el estado de Kerala en la India.

## Historia

### Cristianos de Santo Tomás
Según la tradición, la Iglesia en la India fue fundada por Tomás el Apóstol, quien habría llegado a Muziris cerca de Cranganore (hoy Kodungallur) el 21 de noviembre de 52 y fundó 7 iglesias en el área. Es por eso que sus miembros son conocidos como cristianos de Santo Tomás. Tomás habría sido martirizado el 3 de julio de 72 en Mylapore, en donde se halla su tumba. Desde el siglo IV la Iglesia india entró en relaciones con la Iglesia persa de Seleucia-Ctesifonte (también llamada nestoriana). El catolicós de la Iglesia del Oriente enviaba un obispo a Cranganore, que usaba el título de metropolitano y puerta de toda la India. El arzobispo Yohannan de la India participó en el Concilio de Nicea I en 325.
El portugués Vasco de Gama desembarcó en la costa de Malabar el 14 de mayo de 1498 y luego cada año llegaron flotas portuguesas que tomaron el control del litoral sur y oriental de la India, asegurándose el monopolio del comercio y la navegación en el océano Índico. Los primeros contactos portugueses con la comunidad cristiana local fueron muy positivos, ya que los europeos fueron vistos como libertadores del acoso a que los sometían los navegantes árabes.
En 1552 se produjo un cisma en la Iglesia del Oriente y en 1553 Yohannan Sulaqa fue reconocido como el primer patriarca de la Iglesia católica caldea y envió a su hermano José Sulaqa como metropolitano de la India en comunión con el papa. José Sulaqa arribó a la costa Malabar en 1558 cuando ya estaban allí los portugueses, que lo enviaron a Lisboa en 1568. El segundo patriarca caldeo envió al obispo Abraham que llegó a Goa en 1563 con la aprobación papal y asumió en 1568. El 29 de agosto de 1567 fue trasladada la arquidiócesis caldea desde Cranganore a Angamaly como sede metropolitana por el papa Pío IV, siendo obispo Abraham, quien murió en 1597. Fue el último arzobispo caldeo de Angamaly y metropolitano de toda la India.
El Sínodo de Diamper (20 de junio de 1599) fue encabezado por el arzobispo portugués de Goa, Aleixo de Meneses, que restauró la comunión entre la Iglesia malankar y la Sede de Roma.

### Iglesia malankar
Una protesta ocurrió en 1653 conocida como Juramento de Coonan Cross. Bajo el liderazgo del archidiácono Tomás un grupo de cristianos de Santo Tomás hicieron un juramento públicamente de que no obedecerían al arzobispo jesuita García de Cranganore o cualquier otro prelado de los "paulistas" (sacerdotes jesuitas del Seminario de San Pablo de Goa), aunque varias versiones existen sobre el hecho. La Santa Sede envió a carmelitas en 1655 que lograron reconciliar a muchos cristianos de Santo Tomás. Entre 1661 y 1662 de las 116 iglesias que tenían, los partidarios de los carmelitas retuvieron 84, mientras que los partidarios del archidiácono Tomás se quedaron con 32 iglesias. Los primeros, que permanecieron católicos, pasaron a ser conocidos como siro-malabares, mientras que los segundos fueron el núcleo del que descienden los siro-malankaras (católicos, antioquenos e independientes), de la Iglesia malabar independiente de Thozhiyur y de la Iglesia de Mar Thoma. En 1663 la Compañía Neerlandesa de las Indias Orientales derrotó a los portugueses en la India y brindó ayuda a la facción del archidiácono Tomás.
En 1665 llegó a la India Gregorio, un obispo enviado por el patriarca sirio jacobita de Antioquía. El grupo disidente liderado por el archidiácono Tomás le dio la bienvenida, y aceptó la cristología no calcedoniana y la tradición litúrgica siriaco-antioquena («liturgia de Santiago») de la Iglesia ortodoxa siria. Este hecho marcó el cisma formal en la comunidad de Santo Tomás.

### Iglesia católica siro-malankar
Hubo varias tentativas de reunificación con la Iglesia católica en los siglos sucesivos y el 15 de septiembre de 1912 la comunidad malankar se dividió entre los partidarios del patriarca de Antioquía y los de un catolicosado independiente que establecieron la Iglesia ortodoxa de Malankara. Dentro de esta última, el 15 de agosto de 1919 Geevarghese Ivanios fundó un monasterio (o Ashram) que denominó Bethany en Perunad en Kerala, dando inicio a la Orden de la Imitación de Cristo. En 1925 fundó un monasterio femenino (Bethany Madhom) en Serampore. El 1 de mayo de 1925 fue ordenado obispo metropolitano de Bethany Ashram por el catolicós Baselios Geevarghese I.
El 20 de septiembre de 1930 Geevarghese Ivanios, su obispo sufragáneo Jacob mar Theophilos y los monjes John Kuzhinapurath, Alexander Attupurath y Chacko Kiliyileth, realizaron una profesión de fe católica ante el obispo de Quilón, Aloysius Maria Benziger, (delegado de la Santa Sede al efecto) dando origen a la Iglesia católica siro-malankar. En 1932 mar Ivanios hizo una peregrinación a Roma y se reunió con el papa Pío XI, de quien recibió el palio y fue nombrado arzobispo titular de Phasis el 13 de febrero de 1932.
La archieparquía de Trivandrum fue creada como metropolitanato sui iuris el 11 de junio de 1932 con la bula Christo pastorum Principi del papa Pío XI, junto con su sufragánea la eparquía de Tiruvalla. La archieparquía fue inaugurada el 11 de mayo de 1933 con mar Ivanios como su metropolitano hasta su muerte el 15 de julio de 1953. En 1937 y 1939 otros obispos malankaras se unieron a la Iglesia católica.
El 10 de febrero de 2005 el papa Juan Pablo II, con el breve Ab ipso sancto Thoma, elevó a la Iglesia católica siro-malankar a la dignidad de archiepiscopal mayor.

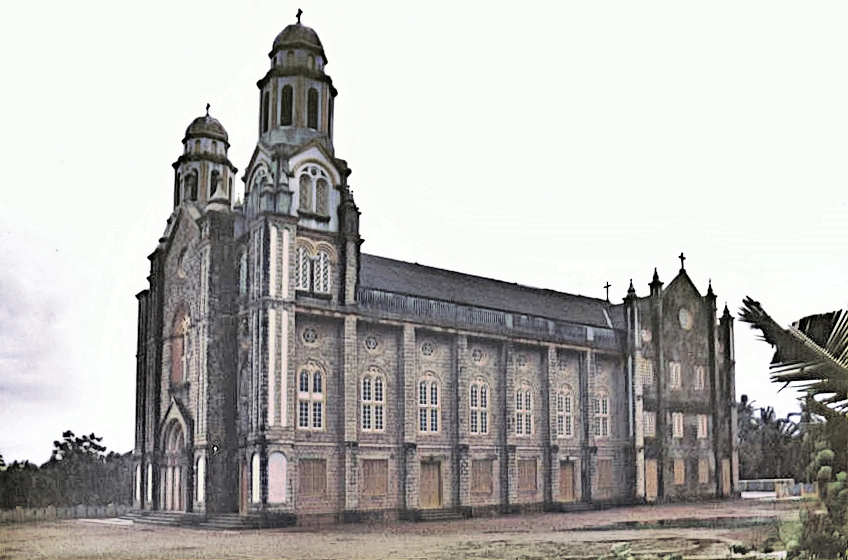
Catedral de Trivandrum, 1995.

## Autoridades de la Iglesia católica siro-malankar

### Archieparca mayor
Como parte de la Iglesia católica, su autoridad suprema es el papa u obispo de Roma. Su propia jerarquía está encabezada por el archieparca mayor Trivandrum (desde el 10 de febrero de 2007 es Baselios Cleemis (Isaac) Thottunkal), quien utiliza los títulos de sucesor de la sede apostólica de Santo Tomás en la India, metropolitano malankar y archieparca mayor-catolicós de la Iglesia católica siro-malankar. En las Iglesias católicas orientales archieparca mayor es el título para el metropolitano que preside una Iglesia particular autónoma (sui iuris) que no ha sido dotada con el título patriarcal. Los archieparcas mayores generalmente tienen los mismos derechos, privilegios y jurisdicción que los patriarcas católicos orientales, excepto donde expresamente se disponga lo contrario, y el rango inmediatamente después de ellos en precedencia de honor. A diferencia de los patriarcas, una vez elegido por el sínodo de la Iglesia archiepiscopal mayor el candidato a archieparca mayor, si acepta su elección, debe pedir al papa su confirmación y ser confirmado antes de ser entronizado, mientras que los patriarcas solo le requieren su comunión eclesial.
Como los patriarcas católicos orientales, el archieparca mayor tiene autoridad para convocar al sínodo de la Iglesia, nombrar nuevos obispos, erigir nuevas eparquías, cambiar sus límites, y transferir obispos de una sede a otra dentro del territorio propio (territorium proprium) de la Iglesia archiepiscopal mayor. Este territorio comprendió el estado de Kerala y parte de los estados de Karnataka y Tamil Nadu en la India hasta que el 23 de noviembre de 2019 el papa Francisco lo extendió al resto de los dos últimos estados y a los de Maharastra, Goa, Andhra Pradesh y Telangana.
Lista de archieparcas mayores-catolicós de la Iglesia católica siro-malankar
- Cyril Baselios Malancharuvil, O.I.C. † (10 de febrero de 2005-18 de enero de 2007 falleció)
- Baselios Cleemis (Isaac) Thottunkal, desde el 10 de febrero de 2007

### Sínodo archiepiscopal mayor
El sínodo archiepiscopal mayor (Synodus Ecclesiae Syrae Malankarensis) está compuesto por los obispos, incluso los auxiliares, y es encabezado y convocado por el archieparca mayor, quien debe tomar todas las decisiones importantes de acuerdo con él. Se reúne habitualmente una vez al año. Como las demás Iglesias orientales católicas autónomas, el archieparca mayor puede erigir, modificar y suprimir eparquías, y nombrar a sus obispos, de acuerdo con el sínodo archieparca mayor y luego de consultar a la Santa Sede. Dentro del territorio propio de la Iglesia el archieparca mayor puede crear exarcados archiepiscopales, y nombrar a los exarcas, de acuerdo con el sínodo. Los obispos son designados por el archieparca mayor y el sínodo de una lista aprobada por el papa, confeccionada previamente por el sínodo archiepiscopal mayor. Fuera del territorio propio de la Iglesia archiepiscopal mayor, el archieparca mayor y el sínodo tienen jurisdicción en materia litúrgica únicamente, correspondiendo al papa la creación de diócesis y el nombramiento de obispos.

### Curia archiepiscopal mayor
La curia de la Iglesia archiepiscopal mayor desde el 20 de mayo de 2005 tiene su sede en el Catholicate Centre en St. Mary's Campus del barrio de Pattom en Thiruvananthapuram (nombre actual de Trivandrum), capital del estado indio de Kerala. La catedral de la archieparquía mayor (St. Mary's Cathedral) se halla  en el mismo lugar. La curia comprende el sínodo permanente, los obispos de sedes titulares o eméritos asignados a la curia (hasta 3), el tribunal ordinario de la Iglesia archiepiscopal mayor, el oficial de finanzas, el canciller archiepiscopal mayor, la comisión litúrgica y otras comisiones. Los miembros de la curia son nombrados por el archieparca mayor, a excepción del sínodo permanente presidido por el archieparca mayor y con 4 obispos, uno elegido por el archieparca mayor y 3 designados por quinquenio por el sínodo. Se reúne normalmente 12 veces al año y acompaña al archieparca mayor en decisiones menores.

## Circunscripciones
Esta Iglesia cuenta con cerca de 450 000 fieles, mayormente viviendo en las 8 eparquías de la India, donde están servidos por 632 sacerdotes. La comunidad siro-malankar, centrada primariamente en el occidente del estado de Kerala, tenía en 2006 más de 600 seminaristas y más de 2000 religiosas en 17 congregaciones diferentes.

### En el territorio propio del sur de la India
De acuerdo al Anuario Pontificio 2018 dentro del territorio propio de la archieparquía mayor de Trivandrum a fines de 2017 existían las siguientes circunscripciones eclesiásticas siro-malankaras:
| Circunscripción     | Tipo                                                                          | País/países | Provincia eclesiástica                     | Ciudad sede        | Fieles bautizados (2017)               | Obispos | Parroquias | Sacerdotes seculares | Sacerdotes religiosos | Religiosos | Religiosas | Diáconos permanentes | Seminaristas |
| ------------------- | ----------------------------------------------------------------------------- | ----------- | ------------------------------------------ | ------------------ | -------------------------------------- | ------- | ---------- | -------------------- | --------------------- | ---------- | ---------- | -------------------- | ------------ |
| Tiruvalla           | Archieparquía metropolitana                                                   | India       | Tiruvalla                                  | Tiruvalla          | 40 800                                 | 3       | 136        | 109                  | 21                    | 49         | 309        | 0                    | 49           |
| Trivandrum          | Archieparquía metropolitana y sede propia del archieparca mayor de Trivandrum | India       | Trivandrum                                 | Thiruvananthapuram | 219 400                                | 2       | 317        | 162                  | 38                    | 127        | 791        | 0                    | 59           |
| Bathery             | Eparquía sufragánea                                                           | India       | Tiruvalla                                  | Sultan Bathery     | 25 500                                 | 1       | 105        | 65                   | 4                     | 4          | 294        | 0                    | 25           |
| Marthandom          | Eparquía sufragánea                                                           | India       | Trivandrum                                 | Marthandom         | 69 000                                 | 1       | 86         | 46                   | 8                     | 18         | 206        | 0                    | 33           |
| Mavelikara          | Eparquía sufragánea                                                           | India       | Trivandrum                                 | Mavelikara         | 25 722                                 | 1       | 96         | 56                   | 12                    | 14         | 166        | 0                    | 30           |
| Muvattupuzha        | Eparquía sufragánea                                                           | India       | Tiruvalla                                  | Muvattupuzha       | 13 600                                 | 1       | 32         | 43                   | 12                    | 17         | 82         | 0                    | 15           |
| Parassala           | Eparquía sufragánea                                                           | India       | Trivandrum                                 | Parassala          | Creada en 2017 con parte de Trivandrum | 1       | -          | -                    | -                     | -          | -          | -                    | -            |
| Pathanamthitta      | Eparquía sufragánea                                                           | India       | Trivandrum                                 | Pathanamthitta     | 38 800                                 | 1       | 100        | 74                   | 6                     | 6          | 88         | 0                    | 37           |
| Puthur              | Eparquía sufragánea                                                           | India       | Tiruvalla                                  | Noojibalthila      | 2800                                   | 1       | 25         | 17                   | 8                     | 8          | 25         | 0                    | 6            |
| San Efrén de Khadki | Eparquía                                                                      | India       | Inmediatamente sujeta al archieparca mayor | Khadki             | 10 893                                 | 1       | 29         | 14                   | 10                    | 56         | 45         | 0                    | 7            |
| TOTAL               | -                                                                             | -           | -                                          | -                  | 446 615                                | 13      | 926        | 586                  | 119                   | 299        | 2006       | 0                    | 261          |

Diócesis personales para los siro-malankaras del sur de la India en la archieparquía mayor de Trivandrum:
- Archieparquía metropolitana de Trivandrum, que tiene como sufragáneas a las eparquías de:
  - Eparquía de Marthandom
  - Eparquía de Mavelikara
  - Eparquía de Pathanamthitta
  - Eparquía de Parassala
- Archieparquía metropolitana de Tiruvalla, que tiene como sufragáneas a las eparquías de:
  - Eparquía de Bathery
  - Eparquía de Muvattupuzha
  - Eparquía de Puthur
- Inmediatamente sujeta al archieparca mayor:
  - Eparquía de San Efrén de Khadki

### En el resto de la India y en América del Norte
De acuerdo al Anuario Pontificio 2018 fuera del territorio propio de la archieparquía mayor de Trivandrum a fines de 2017 existían las siguientes circunscripciones eclesiásticas siro-malankaras:
| Circunscripción                | Tipo     | País/países             | Provincia eclesiástica                | Ciudad sede | Fieles bautizados (2017) | Obispos | Parroquias | Sacerdotes seculares | Sacerdotes religiosos | Religiosos | Religiosas | Diáconos permanentes | Seminaristas |
| ------------------------------ | -------- | ----------------------- | ------------------------------------- | ----------- | ------------------------ | ------- | ---------- | -------------------- | --------------------- | ---------- | ---------- | -------------------- | ------------ |
| San Juan Crisóstomo de Gurgaon | Eparquía | India                   | Inmediatamente sujeta a la Santa Sede | Gurgaon     | ?                        | 1       | 9          | 10                   | 5                     | 5          | 30         | 0                    | 0            |
| Santa María, Reina de la Paz   | Eparquía | Estados Unidos y Canadá | Inmediatamente sujeta a la Santa Sede | Elmont      | 11 500                   | 1       | 16         | 18                   | 1                     | 1          | 34         | 0                    | 2            |
| TOTAL                          | -        | -                       | -                                     | -           | 11 500                   | 2       | 25         | 28                   | 6                     | 6          | 64         | 0                    | 2            |

Diócesis personal para los siro-malankaras del resto de la India:
- - Eparquía de San Juan Crisóstomo de Gurgaon

El 14 de julio de 2010 el papa Benedicto XVI erigió el exarcado apostólico siro-malankar de Estados Unidos con sede en Elmont, Nueva York, nombrando como primer exarca a Thomas Naickamparampil, que simultáneamente quedó nombrado visitador apostólico de los fieles siro-malankaras de Canadá y Europa. El 4 de enero de 2016 el papa Francisco lo elevó a eparquía católica siro-malankar de los Estados Unidos y Canadá Santa María, Reina de la Paz, inmediatamente sujeta a la Santa Sede.

### Comunidades dispersas
En los países de la península arábiga los siro-malankaras dependen de los dos vicariatos apostólicos latinos existentes para todos los ritos. El 6 de marzo de 2003 el papa Juan Pablo II mediante un rescript ex-audientia —confirmado por Benedicto XVI el 16 de marzo de 2006— decidió que todos los fieles de cualquier rito y nacionalidad en los dos vicariatos de Arabia dependan exclusivamente de los vicarios apostólicos latinos. Hay comunidades en Baréin, Kuwait, Catar, Omán, Emiratos Árabes Unidos e informales en Arabia Saudita.
El obispo coadjutor de Moovatupuzha, John Kochuthundil, es el visitador apostólico de Europa y Oceanía desde el 5 de agosto de 2017 (hasta 10 de abril de 2018 fue obispo de curia y titular de Tuburbo maggiore). Tiene a su cargo el cuidado y fomento de las comunidades en:
- Alemania: existe un coordinador basado en Frankfurt y 5 centros con consejos parroquiales:[18]
  - Bonn/ Colonia: St.Thomas Syro-Malankara Gemeinde, con misiones en Mechernich, Leichlingen y Zweibruecken
  - Frankfurt/ Maguncia: St. Joseph Syro-Malankara Gemeinde, con misiones en Wiesbaden, Limburgo, Hanau, Offenbach y Fulda
  - Heidelberg/ Stuttgart: St. Peter Syro-Malankara Gemeinde, con misiones en Mannheim, Stuttgart, Horb, Baden Baden, Karlsruhe, Eichstätt, Tübingen, Augsburgo y Múnich
  - Herne/ Dortmund: St.John Chrysostom Syro-Malankara Gemeinde, con misiones en  Bochum, Essen, Münster, Recklinghausen, Berlín y Osnabrück
  - Krefeld/ Dusseldorf: St. Marien Syro-Malankara Gemeinde, con misiones en Mönchengladbach, Neuss, Viersen, Duisburgo y Hilden
- Suiza: misión en la Katholisches Pfarramt Herz Jesus de Zúrich
- Reino Unido e Irlanda: existe un pastor especial y coordinador basado en Chigwell, Londres. Misiones:[19]
  - St. Thomas Syro Malankara Catholic Mission en la St. Theresa’s Church de Ashford
  - St. Alphonsa Syro Malankara Catholic Mission en la St. Maximilion RC Church de Bristol
  - St. Jude’s Syro Malankara Catholic Mission en la St. John Fisher Catholic Church de Coventry
  - St. Paul’s Syro Malankara Catholic Mission en la St. Gertrude’s Church de Croydon
  - St. Joseph Malankara Catholic Mission en Londres Este
  - St. Andrew’s Syro Malankara Catholic Mission en la St. Paul’s RC Church de Glasgow
  - St. Therese of Lisieux Malankara Catholic Mission en la The Good Shepherd Ukranian Church de Gloucester
  - St. Basil Syro Malankara Catholic Mission en el St. Joseph’s convent de Liverpool
  - St. George Syro Malankara Catholic Mission en la Holy Ghost Church de Luton
  - St. Mary’s Syro Malankara Catholic Mission en la St. Hilda’s RC Catholic Church de Mánchester
  - Sacred Heart Syro Malankara Catholic Mission en la St. Paul’s RC Church de Nottingham
  - St. Peter’s Syro Malankara Catholic Mission en la St. Michael’s Chapel de Sheffield
  - St John’s Syro Malankara Catholic Mission en el St. Joseph Centre de Southampton
  - St. Anthony’s Syro Malankara Catholic Mission en la Our Lady of Sorrows &St. Bridget Church de Londres Oeste
- Singapur
- Italia: hay un coordinador basado en Roma.
- Australia y Nueva Zelanda: hay un coordinador basado en Enfield, Adelaida.[20]
  - St. Brigid’s Catholic Church en Kilburn, Adelaida
  - St. Joseph’s Catholic Church en Elsternwic, Melbourne
  - Sídney y Paramatta
  - Brisbane
  - Canberra
  - Perth
  - En Nueva Zelanda hay comunidades en Auckland, Christ Church, Wellington, Palmerston North, Napier y Hamilton.

### En la Iglesia siro-malabar
Los católicos knanayas siro-malankaras del territorio propio de la Iglesia católica siro-malabar forman parte de la archieparquía de Kottayam, dentro de la cual están agrupados en el Malankara Forane:
- St. Theresa’s Knanaya Catholic Church, Ranni, Pathanamthitta, creada en 1930
- St. Mary’s Knanaya Catholic Church, Kallissery, Alappuzha, creada en 1922
- St. Mary’s Knanaya Catholic Church, Aythala, Ranny, creada en 2001
- Good Shepherd Knanaya Catholic Church, Chengalam, Kottayam, creada en 1922
- St. John’s Knanaya Catholic Church, Chingavanam, Kottayam, creada en 1932
- St. Joseph’s Knanaya Catholic Church, Eraviperoor, Pathanamthitta, creada en 1926
- St. Mary’s Knanaya Catholic Church, Kattode, Pathanamthitta, creada en 1922
- St. Mary’s Knanaya Catholic Church, Kuttoor, Thiruvalla, creada en 1942
- Little Flower Knanaya Catholic Church, Othara, Pathanamthitta, creada en 1955
- St. Mary’s Knanaya Catholic Church, Punaloor, Kollam, creada en 1954
- St. Mary’s Knanaya Catholic Church, Ramamagalam, Ernakulam, creada en 1955
- St. Mary’s Knanaya Catholic Church, Thengely, Thiruvalla, creada en 1955
- St. Francis Sales Knanaya Catholic Church, Thiruvamvandoor, Thiruvalla, creada en 1942
- Sacred Heart Knanaya Catholic Church, Thuruthikad, Pathanamthitta, creada en 1922
- St. Pius X Catholic Knanaya Catholic Church, Trivandrum, creada en 1990
- St. Mary’s Catholic Knanaya Catholic Church, Vithura, Trivandrum, creada en 1960

Para ellos el 29 de agosto de 2020 fue asignado Gheevarghese Aprem Kurisummottil como obispo auxiliar, con el título de eparca titular de Chayal. Kurisummottil desde 2019 ocupa el cargo de sincelo para los fieles siro-malankaras de la archieparquía de Kottayam.

### Sede titular
- Eparquía titular de Chayal de los siro-malankaras

## Órdenes religiosas
- Orden de la Imitación de Cristo